# Batalion ON „Zakopane”

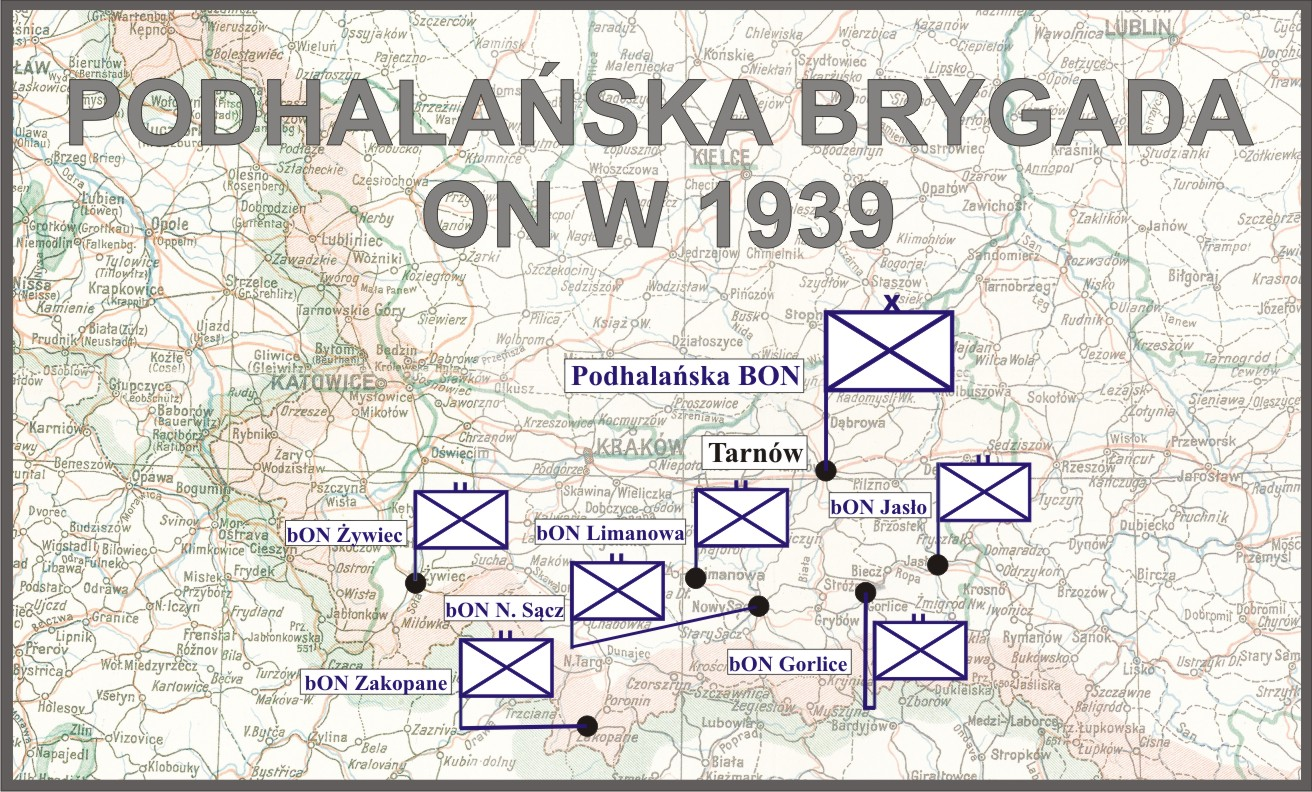
Podhalańska Brygada ON

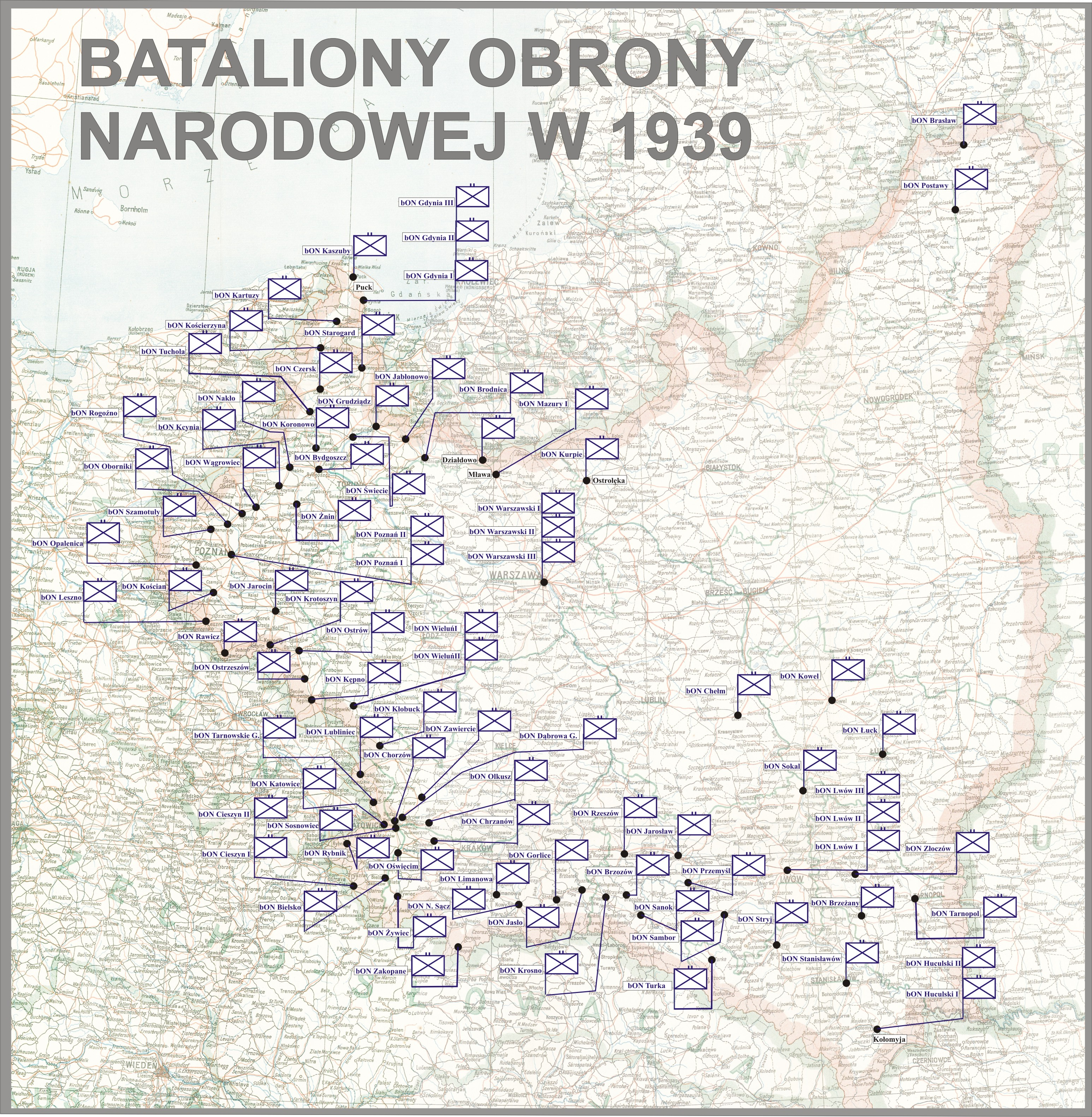
Obrona Narodowa w 1939

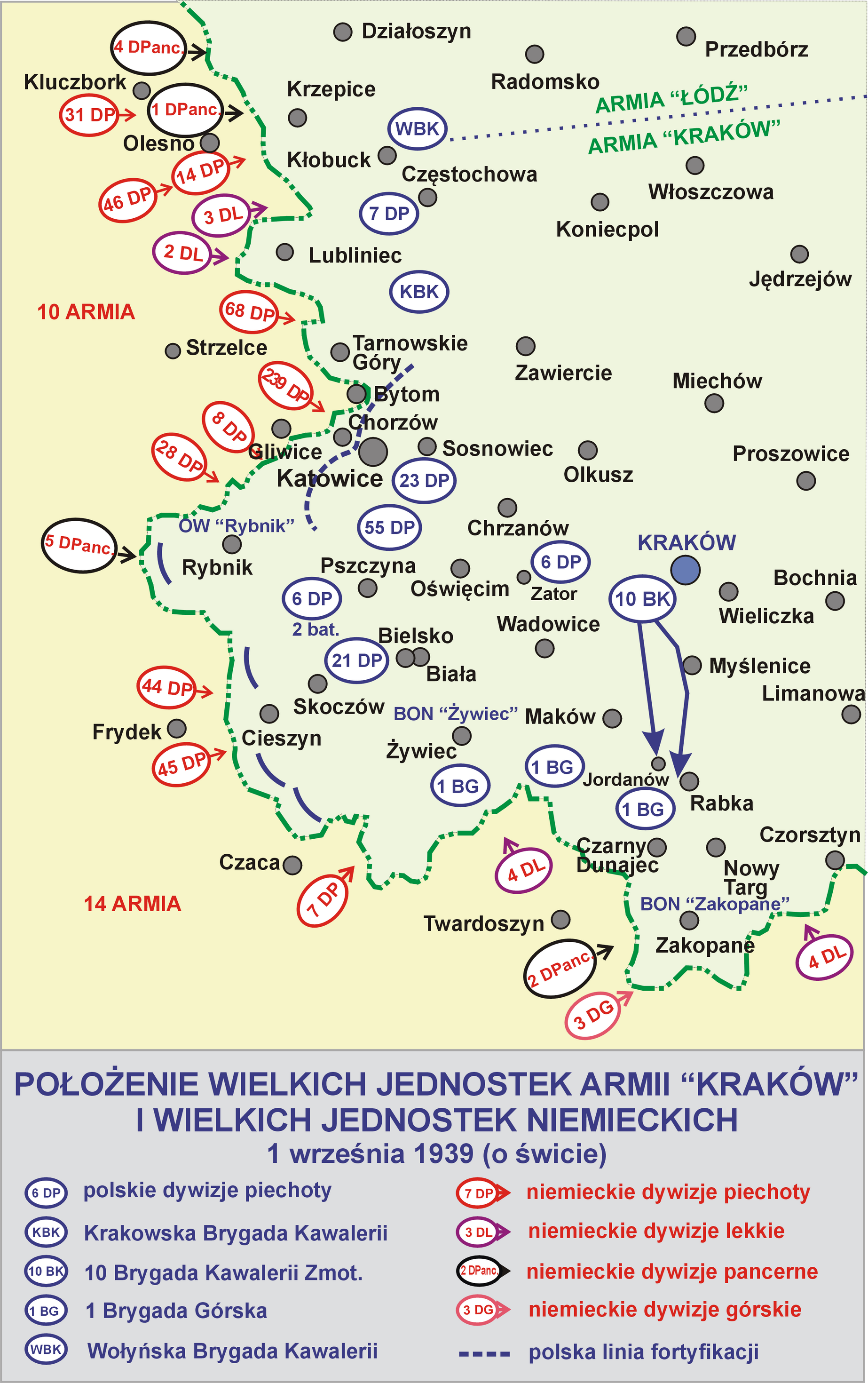

Zakopiański Batalion Obrony Narodowej (batalion ON „Zakopane”) – pododdział piechoty Wojska Polskiego II RP.

## Historia batalionu
Batalion został sformowany w maju 1939 w Zakopanem, Czarnym Dunajcu i Jabłonce, w składzie Podhalańskiej Brygady ON, według etatu batalionu ON typ IV. Pododdział był formowany na bazie 191 Obwodu Przysposobienia Wojskowego.
W kampanii wrześniowej 1939 batalion walczył w składzie 1 Brygady Górskiej Strzelców płk. dypl. Janusza Gaładyka.

## Obsada personalna
- dowódca batalionu – mjr piech. Edward Józef Roth[a]
- adiutant batalionu – ppor. rez. inż. Adam Marian Drozdowski
- dowódca plutonu przeciwpancernego – st. sierż. Władysław Zabdyr
- dowódca 1 kompanii ON „Zakopane” – kpt. rez. Edmund Tomasz Kozłowski
- dowódca 2 kompanii ON „Czarny Dunajec” – kpt. w st. sp. Czesław Franciszek Małecki
- dowódca 3 kompanii ON „Jabłonka” – ppor. rez. Mieczysław Stanisław Przetak